# Chasiv Yar
Chasiv Yar (tiếng Ukraina: Часів Яр) là một thị trấn của Ukraina. Thị trấn này là trung tâm hành chính của hromada Chasiv Yar thuộc huyện Bakhmut phía bắc tỉnh Donetsk. Thị trấn này có diện tích ? km2, có 12.250 nhân khẩu vào thời điểm trước khi Nga xâm lược Ukraina, nhưng khi chiến sự trở nên ác liệt hầu hết cư dân đã sơ tán.